# Die Beständigkeit der Erinnerung
Die Beständigkeit der Erinnerung (auf Spanisch La persistencia de la memoria), auch Die zerrinnende Zeit oder Die weichen Uhren genannt, ist das bekannteste Gemälde des surrealistischen Malers Salvador Dalí aus dem Jahr 1931.

## Beschreibung
Das nur 24,1 Zentimeter auf 33 Zentimeter große Ölbild zeigt drei zerfließende Taschenuhren, die in der katalanischen Landschaft vor den schroffen Felsen des Cap de Creus arrangiert sind. Auf einer Uhr (links unten) sitzt eine Fliege, die symbolisieren soll, wie die Zeit verfliegt. Eine andere (links unten) wird von Ameisen zerfressen, sinnbildlich für die Vergänglichkeit und den Verfall. In der Mitte des Bildes zerrinnt eine Uhr auf einem im Profil dargestellten, abstrahierten Gesicht des Künstlers, welches die Augen geschlossen hat. Dasselbe Motiv hat Dalí schon zwei Jahre zuvor in seinem Werk Der große Masturbator verwendet. Dieses Motiv stellt durch die Zentrierung indirekt den Künstler selbst in den Blickpunkt. Beide Uhren symbolisieren damit das Gefühl der Zeitlosigkeit und stehen für die Allgegenwart der Zeit und deren Herrschaft über die Menschheit.
Das Bild gehört zur Bildgattung der Landschaftsmalereien und entstand in der Epoche des Surrealismus.
Der Anblick von heißem, zerlaufendem Camembert hatte Dalí zu dem Gemälde inspiriert. In seiner Formensprache schließt es an eine Reihe von Bildern an, die die Rivalität zwischen dem „Harten“ und dem „Weichen“ thematisieren. Damit zeugt es auch von den sexuellen Begehrlichkeiten, die Dalís große und einzige Liebe Gala in ihm aufkeimen ließ, und deren Widersprüche der erklärtermaßen „voll-kom-men im-po-tente“ Künstler in diesen Werken zum Ausdruck brachte.
Thematisch beinhaltet das Gemälde Kompositionselemente von Dalís Werken Der große Masturbator (1929) und Das verlorene Gesicht (1930). 21 Jahre später greift Dalí das Thema erneut auf und verarbeitet seine neu gewonnenen Malerfahrungen in Auflösung der Beständigkeit der Erinnerung (1952/54).

## Provenienz
Die Beständigkeit der Erinnerung wurde erstmals 1931 beim Galeristen Pierre Colle in Paris ausgestellt. 1934 erwarb es die New Yorker Galerie Julien Levy. Noch im selben Jahr erstand ein anonymer Käufer das Gemälde und schenkte es dem Museum of Modern Art (MoMA).